# 1. deild 1996 (Fær Øer)
L'edizione 1996 della 1. deild vide la vittoria finale del GÍ Gøta.

## Classifica finale
|    | Classifica      | G  | V  | N | P  | GF | GS | Dif | Pt |
| -- | --------------- | -- | -- | - | -- | -- | -- | --- | -- |
| 1  | GÍ Gøta         | 18 | 12 | 3 | 3  | 52 | 14 | 38  | 39 |
| 2  | KÍ Klaksvík     | 18 | 11 | 6 | 1  | 47 | 16 | 31  | 39 |
| 3  | HB Tórshavn     | 18 | 10 | 2 | 6  | 47 | 28 | 19  | 32 |
| 4  | B36 Tórshavn    | 18 | 9  | 5 | 4  | 34 | 21 | 13  | 32 |
| 5  | VB Vágur        | 18 | 7  | 3 | 8  | 19 | 25 | -6  | 24 |
| 6  | ÍF Fuglafjørður | 18 | 6  | 5 | 7  | 26 | 32 | -6  | 23 |
| 7  | B68 Toftir      | 18 | 5  | 3 | 10 | 23 | 34 | -11 | 18 |
| 8  | B71 Sandur      | 18 | 4  | 6 | 8  | 20 | 40 | -20 | 18 |
| 9  | FS Vágar        | 18 | 4  | 1 | 13 | 19 | 47 | -28 | 13 |
| 10 | TB Tvøroyri     | 18 | 3  | 4 | 11 | 21 | 51 | -30 | 13 |

G = Partite giocate; V = Vittorie; N = Nulle/Pareggi; P = Perse; GF = Goal fatti; GS = Goal subiti; DIF = Differenza reti, PT = Punti

### Spareggio
Lo spareggio tra la penultima di 1. deild e la seconda di 2. deild fu vinto dal FS Vágar, che conservò il posto nella massima divisione.
| Data            | Squadra #1  | Risultato | Squadra #2  |
| --------------- | ----------- | --------- | ----------- |
| 27 ottobre 1996 | FS Vágar    | 7-2       | EB/Streymur |
| 3 novembre 1996 | EB/Streymur | 2-5       | FS Vágar    |

### Verdetti
- GÍ Gøta campione delle Isole Fær Øer 1996 e qualificato alla UEFA Champions League 1997-98
- KÍ Klaksvík qualificato alla Coppa UEFA 1997-98
- B36 Tórshavn qualificato alla Coppa Intertoto 1997
- TB Tvøroyri retrocesso in 2. deild
- HB Tórshavn qualificato alla Coppa delle Coppe 1997-98 (finalista della Coppa delle Isole Fær Øer, vinta dal GÍ Gøta, già qualificato per la Champions League)